# Bakouriani
Bakouriani (en géorgien : ბაკურიანი, en français aussi Bakuriani)  est une station de sports d'hiver de Géorgie.

## Domaine Skiable
Altitude : 1641 m - 2702 m (Dénivelé 1061 m)

Pistes Total : 29 km

- Faciles : 2,3 km (9%)

- Moyennes : 13,2 km (45%)

- Difficiles : 13,5 km (46%)

## Evènements compétitions
En février et mars 2023, la station accueille les championnats du monde de ski acrobatique. Cette compétition rassemble 7 disciplines et 700 athlètes de 42 nationalités différentes.